# Youth pride
La Youth Pride est une extension de la marche des fiertés et des mouvements sociaux LGBT et vise à promouvoir l'égalité entre les jeunes membres de la communauté lesbienne, gaie, bisexuelle, transgenre, intersexe, et en questionnement.

## Historique
Le mouvement existe dans de nombreux pays et se concentre principalement lors de festivals et défilés, en permettant à de nombreux jeunes LGBTQI, généralement au-dessus de l'âge de la majorité sexuelle, de communiquer et célébrer leur genre et leurs identités sexuelles. Les organisateurs de la Youth Pride soulignent également la valeur de la construction de la communauté et le soutien des jeunes, car ces derniers sont plus susceptibles d'être victimes de dénigrement et d'intimidation. Les étudiants de l'alliance gay-hétéro (GSA) traitent les questions de discrimination et de violence envers la jeunesse LGBTIQ dans les écoles en aidant à développer la communauté et la capacité d'adaptation, et en offrant un espace safe aux étudiants pour bénéficier de soins et d'informations. Parfois, les groupes évitent l'étiquetage des jeunes pour les laisser s'identifier eux-mêmes selon leurs propres termes « lorsqu'ils se sentent en sécurité ».
L'augmentation de l'acceptation des grandes communautés LGBTIQ a poussé la Commission on Gay and Lesbian Youth du Massachusetts à démarrer une Gay-Straight Youth Pride annuelle en 1995,. En 1997, la Youth Pride Alliance a été fondée dans un but non lucratif pour instaurer un événement annuel de Youth Pride à Washington. En 1998, Candace Gingrich a été l'un des intervenants de la Youth Pride Alliance de Washington, un groupe de soutien et de défense de 25 jeunes. En 1999, la première édition annuelle du Vermont Youth Pride Day a eu lieu. En 2009 a eu lieu le plus grand événement des jeunes queer et alliés dans le Vermont, organisé par Outright Vermont pour « briser les barrières géographiques et sociales des jeunes gays vivant dans les communautés rurales ». En 2002, un collège a été ajouté à l'événement pour mettre en contact des étudiants et des universités pour discuter de la façon de suivre les élèves et assurer leur sécurité. En avril 2003, une chorale de la fierté de la jeunesse a été organisée avec le centre communautaire LGBT de New York ; les répétitions ont eu lieu jusqu'au concert, lui-même organisé au mois de juin au Carnegie Hall avec la chorale des hommes gay de New York City. En 2004, le Gay, Lesbian and Straight Education Network de San Diego a travaillé avec les coordonnateurs de la Youth Pride de San Diego pour organiser la Journée de Silence dans le pays. En 2005, la Youth Pride de Géorgie a participé à une contre-manifestation de la Westboro Baptist Church, dirigé par la fille du chef de l'église Fred Phelps, Shirley Phelps-Roper, qui ont accueilli les étudiants et les professeurs avec des termes comme « Dieu déteste les tapettes » et « Dieu merci pour le 9/11 » à dix reprises. En 2008, le Chicago's Youth Pride Center servant principalement aux « jeunes LGBT de couleur » a déménagé dans un bâtiment nouvellement construit, au Sud de Chicago, en 2010. En 2009, l'Utah Pride Center  a organisé un événement pour coïncider avec la Youth Pride Walk  de 2009, qui était un « cross de deux femmes d'Utah pour attirer l'attention sur les problèmes des jeunes LGBT sans-abris ». En août 2010, la première Youth Pride d'Hollywood s'est tenue en mettant l'accent sur le « grand nombre de jeunes LGBT sans-abris vivant dans les rues de Los Angeles ». Selon un rapport de 2007, « le nombre est estimé à 1,6 million de sans-abris chez la jeunesse américaine ; entre 20 % et 40 % s'identifient comme lesbiennes, gays, bisexuelles ou transgenres ».

## Risques spécifiques à la communauté
Les jeunes gays et lesbiennes ont un risque accru de suicide, de toxicomanie, de problèmes à l'école, et d'isolement en raison d'un « environnement hostile et condamnant, d'agressions verbales et physiques, de rejet et d'isolement de la part de la famille et des pairs ». En outre, les jeunes LGB sont plus susceptibles de signaler des violences psychologiques et physiques de la part des parents ou des gardiens, et de plus en plus d'abus sexuel. Les raisons avancées sont que d'une part, les jeunes LGBT peuvent être spécifiquement ciblés sur la base de leur orientation sexuelle ou de leur identité de genre non-conforme, et d'autre part : « les facteurs de risque associés au statut de minorité sexuelle, incluant la discrimination, l'invisibilité et le rejet par les membres de la famille peuvent mener à une augmentation des comportements de victimisation, comme la consommation de drogues, des relations sexuelles avec plusieurs partenaires, ou les fugues chez les adolescents ». Une étude de 2008 a montré une corrélation entre le degré de rejet des parents et les problèmes de santé chez les adolescents LGB étudiés. Les centres de crise dans les grandes villes et les sites d'information sur Internet ont été mis en place afin d'aider les jeunes et les adultes. The Trevor Helpline, un service d'assistance téléphonique en prévention du suicide pour les jeunes LGBT, a été établi par des réalisateurs, en 1998, à la suite de la diffusion sur la chaîne HBO du court métrage Trevor qui a remporté un oscar ; Daniel Radcliffe a fait don d'une somme importante pour le groupe et est apparu dans des publicités pour condamner l'homophobie.
Certains festivals se désignent « espaces coffre-fort » pour offrir aux jeunes LGBTIQ ou queer un espace safe et sécure,.